# Il mistero sottile
Il mistero sottile è una serie thriller del 2017 realizza da Social Content Factory, interpretata da Giorgio Pasotti (prodotta da Bticino, ideata da Cristian Micheletti e da Andrea Stagnitto, diretta da Nicola Martini e scritta da Cristian Micheletti con Ermanno Menini) vincitrice di 4 premi al Roma Web Fest 2017, tra cui quello come miglior serie, oltre ad essere stata finalista al New York Festivals 2017, al Melbourne Web Fest 2018 e al Wendie Hamburg Web Fest 2018 e ad aver vinto numerosi premi di comunicazione.

## Sinossi
Claudio Terranegra è un avvocato penalista la cui vita subisce un’improvvisa scossa causata dalla perdita della moglie. Durante una serata tra amici, in occasione dell’inaugurazione del suo nuovo appartamento, Claudio si imbatte in una misteriosa donna che, approfittando di un momento di distrazione, sottrae alcune pagine di un sketchbook appartenuto alla moglie e al quale era solita affidare ogni particolare della sua vita professionale, in maniera dettagliata e precisa. Il furto scatena una serie di interrogativi che costringono Claudio a mettere in discussione molti aspetti del passato della moglie, cercando di venire a capo di un rompicapo apparentemente indecifrabile.

## La struttura
Il Mistero Sottile è un thriller moderno, in cui ogni indizio può essere decisivo e in cui ogni strada può portare a un vicolo cieco.
La narrazione è logico-deduttiva, arricchita però da qualche flashback importante che mette a fuoco la figura centrale della moglie Francesca, vero perno narrativo della storia.
La struttura del racconto permette alla storia di procedere su due diversi binari narrativi: quello lineare, svelato attraverso la web-serie su Facebook e sito, e quello asincrono, basato sui momenti di flashback che svelano elementi sconosciuti del passato della moglie e perfetto per essere raccontato attraverso una piattaforma social come Instagram.

## Episodi
1. Ritratto di donna nell’ombra
2. Distanza minima 80 metri
3. Il gatto e il topo
4. Sotto un’altra luce
5. Il passato che ritorna
6. Due ore prima dell’alba

## Cast
Giorgio Pasotti - Claudio Terranegra
Giancarlo Previati - Enrico Regis
Andrea Gherpelli - Fabio
Angelica Cacciapaglia - Francesca Ianni